# Leucauge tredecimguttata
Leucauge tredecimguttata là một loài nhện trong họ Tetragnathidae.
Loài này thuộc chi Leucauge. Leucauge tredecimguttata được Eugène Simon miêu tả năm 1877.